# Erik Indebetou
Erik Abraham Indebetou, född 16 augusti 1870 i Östra Vingåkers församling, Södermanlands län, död 11 augusti 1951 i Stockholm (Oscar), var en svensk direktör och riksdagsman.
Erik Indebetou var son till bruksägaren Gustaf Evald Indebetou. Efter sjökaptensexamen 1892 genomgick han sjöofficersutbildning, blev underlöjtnant i flottans reserv 1898 och var löjtnant där 1906–1911. Efter anställning inom rederiet Luleå-Ofoten 1899–1906 blev Indebetou vid Sveriges Redareförenings bildande 1906 dess direktör. På denna som han innehade till 1914, utförde han ett betydande organisatoriskt arbete. 1912–1914 var han även representant för högern vid riksdagens andra kammare. Som riksdagsman vinnlade han sig särskilt om förbättrandet av sjöfolkets arbets- och pensionsförhållanden. 1915–1928 var han direktör för AB Olsson & Wright. Han innehade även flera statliga uppdrag inom sjöfartens område.